# Anaea euryple
Anaea euryple är en fjärilsart som beskrevs av Felder 1862. Anaea euryple ingår i släktet Anaea och familjen praktfjärilar. Inga underarter finns listade i Catalogue of Life.